# Norsk senter for menneskerettigheter

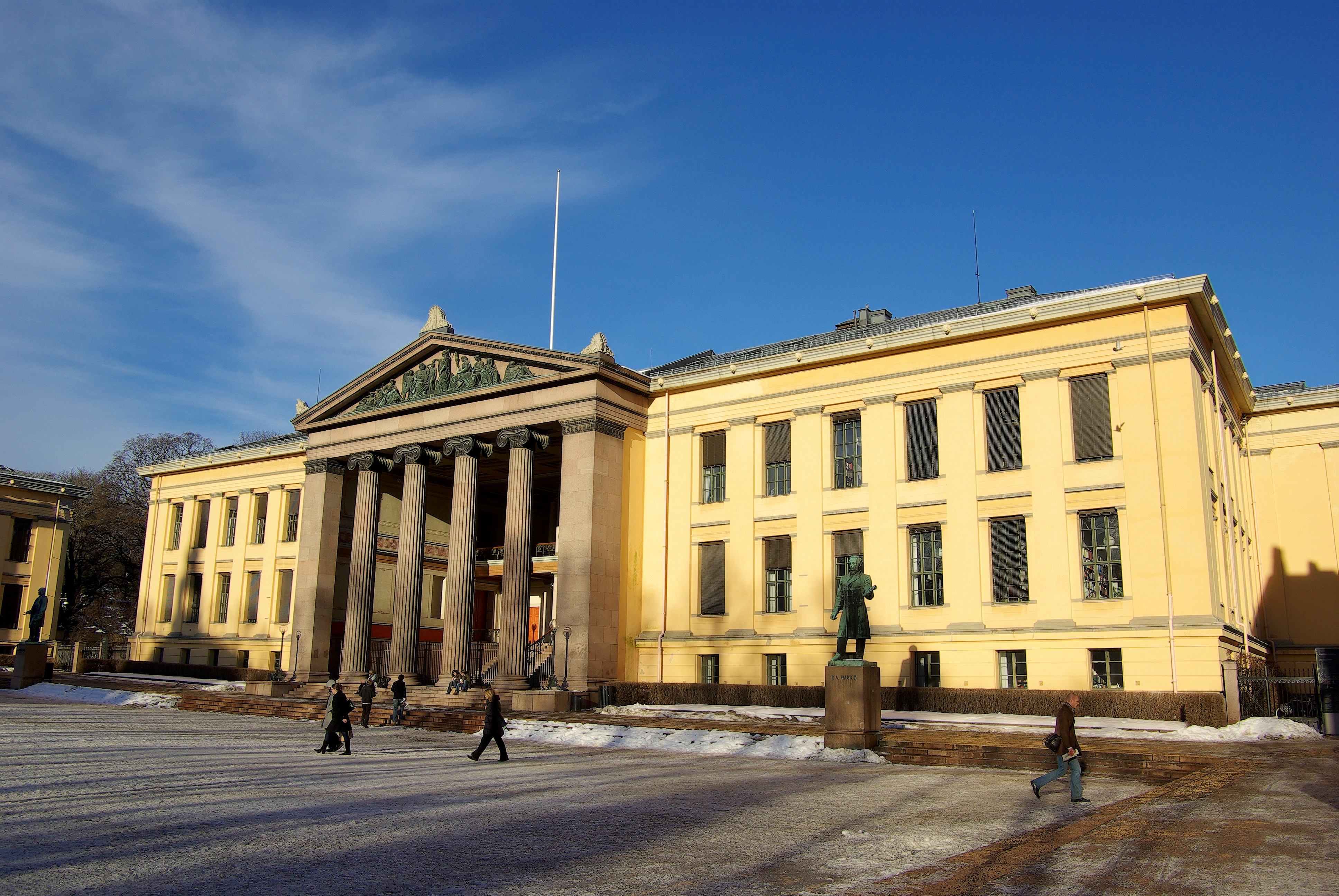
Juridiska fakulteten vid Universitetet i Oslo

Norsk centrum för mänskliga rättigheter (norska: Norsk senter for menneskerettigheter; SMR) är ett tvärvetenskapligt forskningscenter vid Juridiska fakulteten vid Universitetet i Oslo. Det grundades 1987. Från 2001 till 2015 var centret även Norges nationella institution för mänskliga rättigheter enligt FN:s Parisprinciper. Centret publicerar Nordic Journal of Human Rights.

## Direktörer
- 1987–1998: Asbjørn Eide
- 1998–2003: Nils Butenschøn
- 2004–2007: Geir Ulfstein
- 2008: Mads Andenæs
- 2009–2014: Nils Butenschøn
- 2014–2017 Inga Bostad[1]
- 2018– Ragnhild Hennum[2]